# Austrochorema concubium
Austrochorema concubium är en nattsländeart som beskrevs av Arturs Neboiss 1962. Austrochorema concubium ingår i släktet Austrochorema och familjen Hydrobiosidae. Inga underarter finns listade i Catalogue of Life.